# Isa Jahnke
Isa Jahnke ist eine deutsche Soziologin, Erziehungswissenschaftlerin sowie Gründungsvizepräsidentin und Professorin für Information Science and Learning Technologies an der Technischen Universität Nürnberg.

## Leben und Wirken
Isa Jahnke studierte Sozialwissenschaften an der Universität Wuppertal. Sie schloss ihr Studium 1997 mit einem Diplom ab. Zwischen 1998 und 2001 war sie als Beraterin in verschiedenen Unternehmen tätig (Prognos Köln, MediaCom Düsseldorf, Krups Consultants Düsseldorf). Danach kehrte sie als wissenschaftliche Mitarbeiterin an die Universität Dortmund zurück, wo sie  2005 mit einer Arbeit zu sozialen Rollen beim Wissensmanagement promoviert wurde.
Von 2005 bis 2008 arbeitete sie als wissenschaftliche Mitarbeiterin am Department Informations- und Technikmanagement der Ruhr-Universität Bochum. An ihre Juniorprofessur am Hochschuldidaktischen Zentrum der TU Dortmund schlossen sich internationale Berufungen als Professorin ans Department of Applied Educational Sciences, Universität Umeå, Schweden (2011–2015), die University of Florida, Gainesville (Gastprofessur 2012) und die School of Information Science and Learning Technologies, University of Missouri-Columbia (Associate Professor, 2015–2021) an.
Nach ihrer Rückkehr aus den USA erhielt sie Angebote mehrerer deutscher Universitäten und lehrte 2021 zunächst an der Universität Münster. Im Januar 2022 wurde Jahnke, im Leuchtturm-Verfahren als Professorin und Gründungsvizepräsidentin an die Technische Universität Nürnberg berufen.
Isa Jahnkes Schwerpunkt ist die digitale Didaktik. Die Wissenschaftlerin beschäftigt sich mit Einsatz und Gestaltungspotenzialen von neuen Medien an Schule und Hochschule. Ihr Ansatz verbindet die Bereiche Pädagogik, Psychologie und Technologie.

## Veröffentlichungen (Auswahl)
- Dynamik sozialer Rollen beim Wissensmanagement : Soziotechnische Anforderungen an Communities und Organisationen. Vorwort von Thomas Herrmann und Sigrid Metz-Göckel. Deutscher Universitäts-Verlag / GWV Fachverlage GmbH, Wiesbaden 2006, ISBN 978-3-8350-9662-2.
- mit Johannes Wildt, Deutsche Gesellschaft für Hochschuldidaktik: Fachübergreifende und fachbezogene Hochschuldidaktik. Bielefeld 2011, ISBN 978-3-7639-4850-5.
- Tablets im Schulunterricht in Skandinavien - der Ansatz des Digitalen Didaktischen Design (DDD) für empirische Studien: Designs-in-Practice. In: Jasmin Bastian, Stefan Aufenanger (Hrsg.): Tablets in Schule und Unterricht : Forschungsmethoden und -perspektiven zum Einsatz digitaler Medien. Springer VS, Wiesbaden 2017, ISBN 978-3-658-13809-7, S. 37–61.
- mit Julia Liebscher: Kreativitätsförderliche Didaktik für das Lernen mit mobilen Endgeräten. In: Claudia de Witt, Christina Gloerfeld (Hrsg.): Handbuch Mobile Learning. Springer Verlag, S. 513–528.
- mit Lorraine J. Phillips, Fatih Demir, Carmen Abbott, Marjorie Skubic: A Fall Risk Evaluation and Feedback System for Older Adults: From a Technical to a Sociotechnical Need. In: International Journal of Sociotechnology and Knowledge Development. Band 13, Nr. 2, April 2021, ISSN 1941-6253, S. 105–118, doi:10.4018/IJSKD.2021040107.
- mit Michele Meinke-Kroll, Michelle Todd, Alexander Nolte: Exploring Artifact-Generated Learning with Digital Technologies: Advancing Active Learning with Co-design in Higher Education Across Disciplines. In: Technology, Knowledge and Learning. Band 27, Nr. 1, 1. März 2022, ISSN 2211-1670, S. 335–364, doi:10.1007/s10758-020-09473-3, PMC 7544762 (freier Volltext).
- mit Yen-Mei Lee, Linda Austin: Mobile microlearning design and effects on learning efficacy and learner experience. In: Educational Technology Research and Development. Band 69, Nr. 2, 1. April 2021, ISSN 1556-6501, S. 885–915, doi:10.1007/s11423-020-09931-w.